# Abbaye de Medmenham
L’abbaye de Medmenham est une ancienne abbaye cistercienne située dans le village éponyme (dans le comté du Buckinghamshire), en Angleterre. Comme la plupart des abbayes britanniques, elle a été fermée par Henry VIII durant la campagne de dissolution des monastères.

## Histoire

### Échec de la première fondation
Au début du XIIIe siècle, les moines de Woburn sont invités par Hugues de Bolbec à venir fonder une abbaye cistercienne sur ses terres. L'invitation date de 1201, mais les moines n'arrivent pas sur place avant 1204 ; de surcroît, le petit groupe de moines détachés ne s'installe pas et retourne la même année dans la maison-mère. Le site proposé par Hugues ne convenait pas à l'établissement d'une abbaye.

### Seconde fondation
En 1212, une nouvelle petite communauté est attestée, bien que d'une taille nettement inférieure à l plupart des établissements cisterciens anglais. Il semble qu'il n'y ait jamais eu plus de six ou sept moines à Medmenham ; la communauté est cependant rejointe par le fondateur, Hugues de Bolbec, à la fin de sa vie. Mais ses enfants ne montrent pas la même ferveur pour l'ordre cistercien. En particulier, sa fille Isabelle, comtesse d'Oxford, essaye de réaffirmer sa souveraineté sur les terres données à l'abbaye par son père, jusqu'à ce qu'un accord soit enfin trouvé en 1241.

### Liste des abbés connus de Medmenham
- Roger, attesté en 1256 et en 1259 ;
- Peter, élu en 1295, attesté en 1303 ;
- John de Medmenham, attesté en 1308 ;
- Geoffrey, attesté en 1321 ;
- Stephen de Thame, élu en 1373 ;
- Henry, attesté en 1416 ;
- Richard, attesté en 1421;
- John Talbot, attesté en 1535 ;
- Richard Brangwen, dernier abbé, attesté en 1536[5].

### Dissolution du monastère
En 1536, comme l'immense majorité des monastères britanniques, à la suite de la rupture entre Henry VIII et l'Église catholique, l'abbaye de Medmenham est fermée et détruite lors de la campagne de dissolution des monastères. Il ne reste alors qu'un seul moine à l'abbaye, sans compter l'abbé.

## Abbaye
L'abbaye est construite le long de la Tamise.